# Thomas H. Cook
Thomas H. Cook (Fort Payne, 19 september 1947) is een Amerikaans misdaadauteur.
Hij werd reeds verschillende malen genomineerd voor de Edgar Allan Poe Award en won deze prijs met zijn boek The Chatham School Affair. In 2007 won hij in Zweden ook de Martin Beck Award.